# Dreieckhorn
Ne doit pas être confondu avec Kleines Dreieckhorn.
Le Dreieckhorn (littéralement corne du Triangle en allemand) est un sommet des Alpes bernoises, en Suisse, situé dans le canton du Valais, qui culmine à 3 811 m d'altitude.
Il domine, au nord, le Grosser Aletschfirn et, à l'est, le glacier d'Aletsch, dont il est séparé par des sommets secondaires, le Zweites Dreieck, le Drittes Dreieck et le Viertes Dreieck (dont les noms sont traduisibles, respectivement, par Deuxième Triangle, Troisième Triangle et Quatrième Triangle). Sur la même arête que le Dreieckhorn se trouve, au sud-est, le Kleines Dreieckhorn.
La première ascension du Dreieckhorn a été effectuée en 1868 par Peter Bohren.